# Diego de Almagro
Diego de Almagro (ur. 1475, zm. 8 lipca 1538 w Cuzco) – konkwistador hiszpański, zdobywca Chile.
Co do jego pochodzenia, istnieją dwie wersje: jedna mówi, że urodził się we wsi Aldea del Rey, zaś druga, że był znajdą odnalezionym w miejscowości, od której pochodzi jego nazwisko.
W 1525 roku dołączył do braci Pizarro i Hernando de Luque w Panamie, mając na celu wspólną z nimi wyprawę na podbój Peru. Po zdobyciu tego obszaru, w wyniku rozczarowania przydzieleniem go Francisco Pizarro jako zdobycznego terytorium, de Almagro wystarał się o zgodę królewską na podbój terenów położonych dalej na południe.
Wyruszył z Cuzco, z pomocą syna inkaskiego władcy Huayna Capac, Inca Paullu, przekraczając Andy dotarł (przy sporych stratach w ludziach) do terenów dzisiejszego chilijskiego miasta Copiapó. W pobliżu rzeki Aconcagua napotkał opór Indian Mapuche i został zmuszony do odwrotu na północ, nie natrafiając po drodze na żadne miasto ani też spodziewane bogactwa. W drodze powrotnej natrafił na pustynię Atacama, gdzie on i jego ludzie ucierpieli z powodu braku wody i żywności. Rozgoryczony niepowodzeniem, powrócił w 1536 do Peru i powziął zamiar zdobycia dla siebie bogactw Cuzco. W poprzednim roku ostatni inkaski władca, Manco Inca, odzyskał na krótko kontrolę nad Cuzco. Choć Manco Inca oficjalnie nie wspomógł swymi siłami de Almagro, odciągnął wojska Pizarra od Cuzco w kierunku Andów, przyczyniając się do sukcesu de Almagro w zdobyciu miasta.
Almagro został pokonany przez braci Pizarro w bitwie pod Las Salinas w kwietniu 1538 roku. Został wtedy pojmany, a następnie stracony 8 lipca tegoż roku. Syn de Almagro – Diego Almagro Junior pomścił śmierć ojca i w zamachu przeprowadzonym w Limie w 1541 wraz ze swoimi stronnikami zamordował Francisco Pizarro.